# رون ميلر
رون ميلر (بالإنجليزية: Ron Miller)‏ هو سياسي أمريكي، ولد في 20 سبتمبر 1951 بيورك في الولايات المتحدة. حزبياً، نشط في الحزب الجمهوري. وقد انتخب عضو مجلس نواب بنسيلفانيا.

## وصلات خارجية
- الموقع الرسمي